# Descente Saint-André
La descente Saint-André (en ukrainien : Андріївський узвіз, Andriyivs’kyi uzviz) est l'une des plus célèbres rues et attractions touristiques de Kiev, la capitale de l'Ukraine.

## Situation et accès
Elle relie la partie supérieure de la ville, le Vieux Kiev (en ukrainien : Старий Київ) avec la partie basse, le quartier historique de Podil. Les habitants d'origine de cette rue étaient en majorité des créateurs, artisans et artistes.
D'une longueur de 720 mètres, elle est souvent présentée comme le « Montmartre de Kiev »[Par qui ?] du fait du grand nombre de monuments et d'attractions présents dans cette rue.

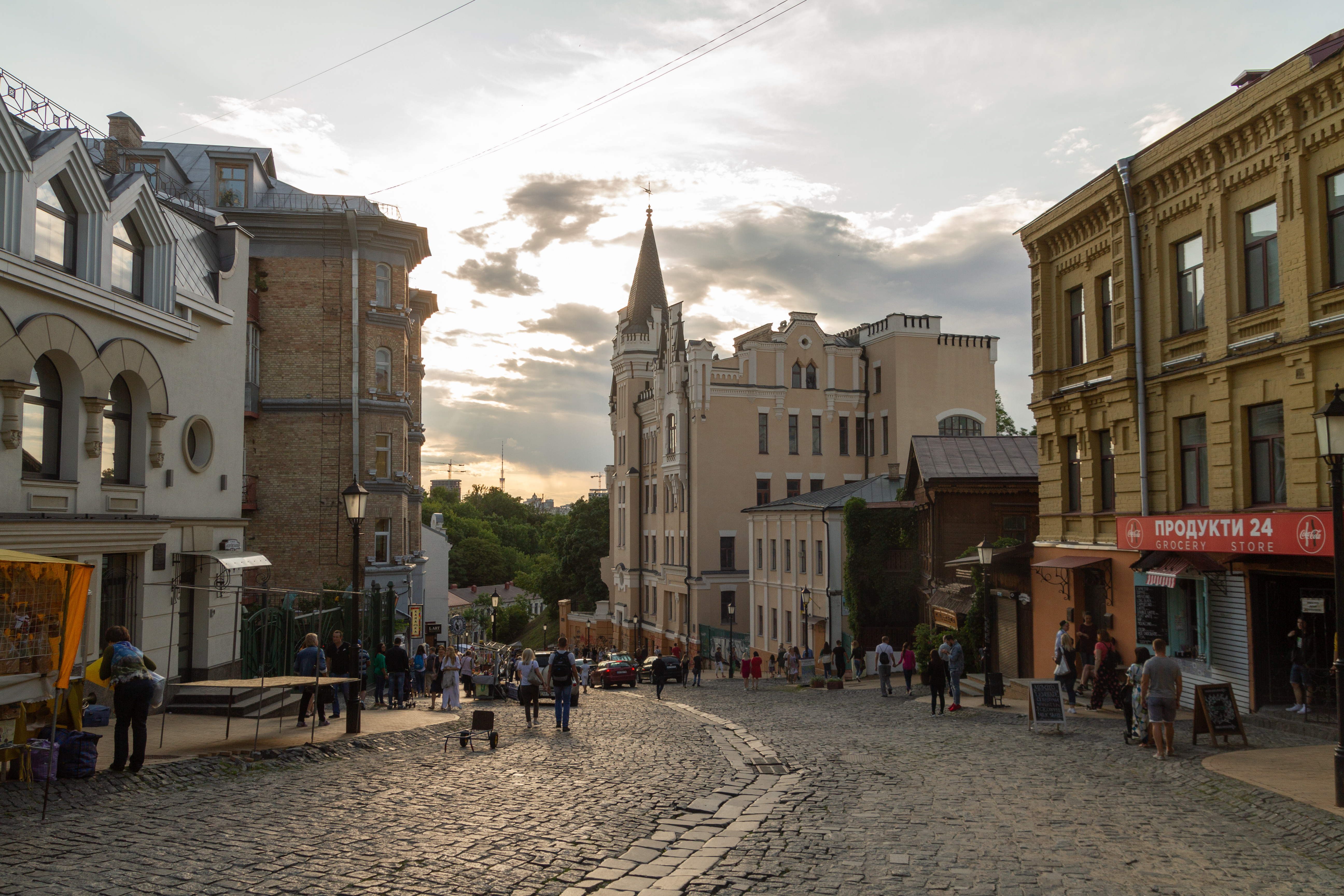
La maison Cœur de Lion dans la descente.

La descente de Saint André commence au sommet de la Starokyivska Hora (montagne du vieux Kiev), près de l'église Saint-André de Kiev, de style baroque tardif (qui a donné à la rue son nom actuel). La rue continue et descend jusqu'au quartier Podil où elle se termine sur la Place des Contrats. Le nom actuel de la descente dérive du XVIIIe siècle, à l'époque où l'église Saint-André est érigée au sommet de la colline.

## Historique
Elle est la route allant vers Podol et fut élargie et rendue plus carrossable en 1711. Elle porte le nom de l'église éponyme qui date du XVIIIe siècle.

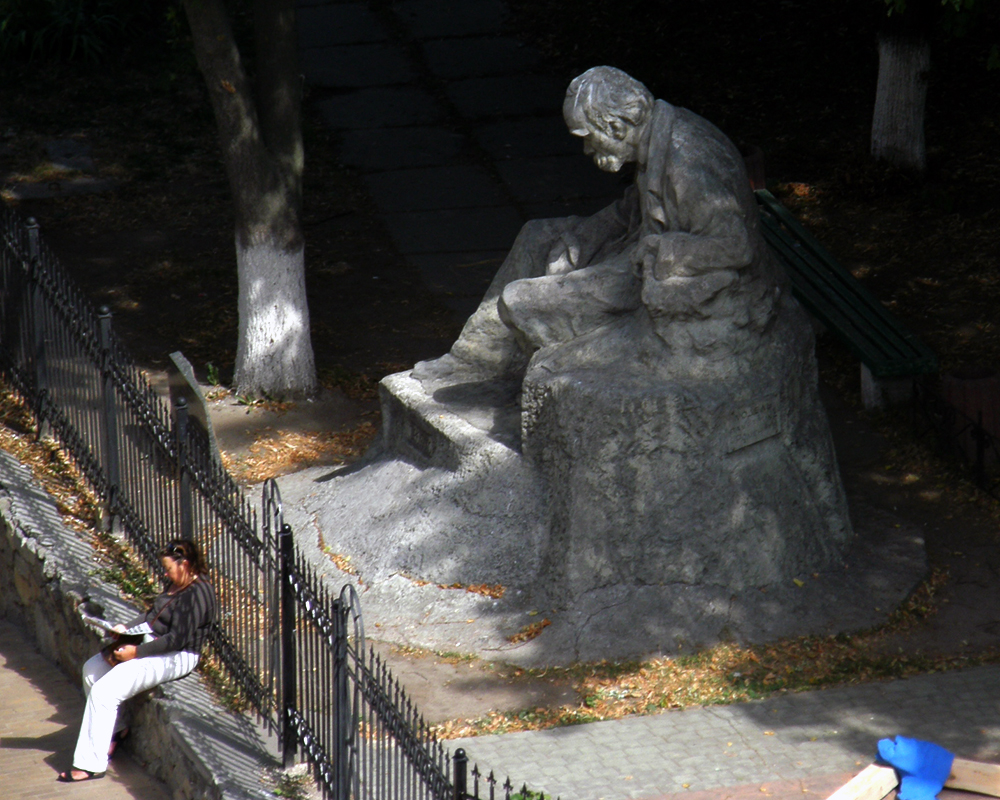
La statue de Chevtchenko assis.

Dans le passé, la descente était connue sous le nom de descente Borychiv mentionnée sous le nom de « Borichev uvoz » (vieux slave oriental : Боричев увоз) par Nestor le Chroniqueur dans sa Chronique des temps passés et dans le poème du XIIe siècle, Le Dit de la campagne d'Igor (Slovo o polku Ihorevim).

## Bâtiments remarquables et lieux de mémoire
La descente contient une multitude d'attractions comme le musée d'une rue, la maison "le château de Richard Cœur de Lion", l'église Saint-André de Kiev, un musée Ivan Kavaléridzé, la maison de Mikhaïl Boulgakov, un écrivain russe 
à l'époque  soviétique, aujourd'hui aménagée en musée, ainsi qu'un château construit par Vladimir Olgerdovich.
Cette rue comprend aussi un certain nombre de monuments tels que celui dédié à Iaroslav le sage ainsi que celui dédié au poète et artiste Taras Chevtchenko, situé à proximité de celui de Iaroslav. Un autre représentant Pronya Prokopovna et Svirid Golohvastov qui sont deux personnages d'une pièce écrite par Mykhaïlo Starytsky,.

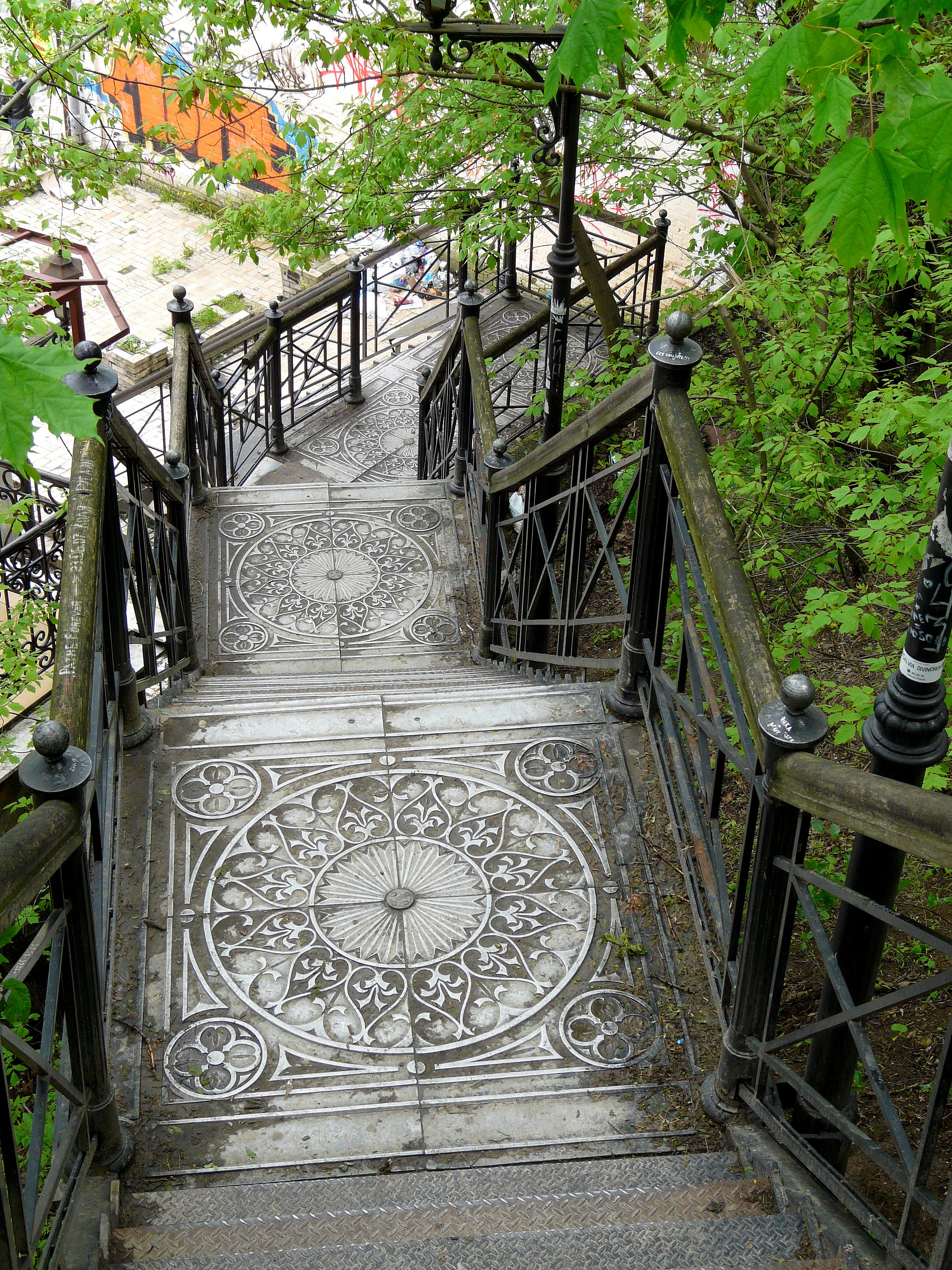
Escaliers de la descente.
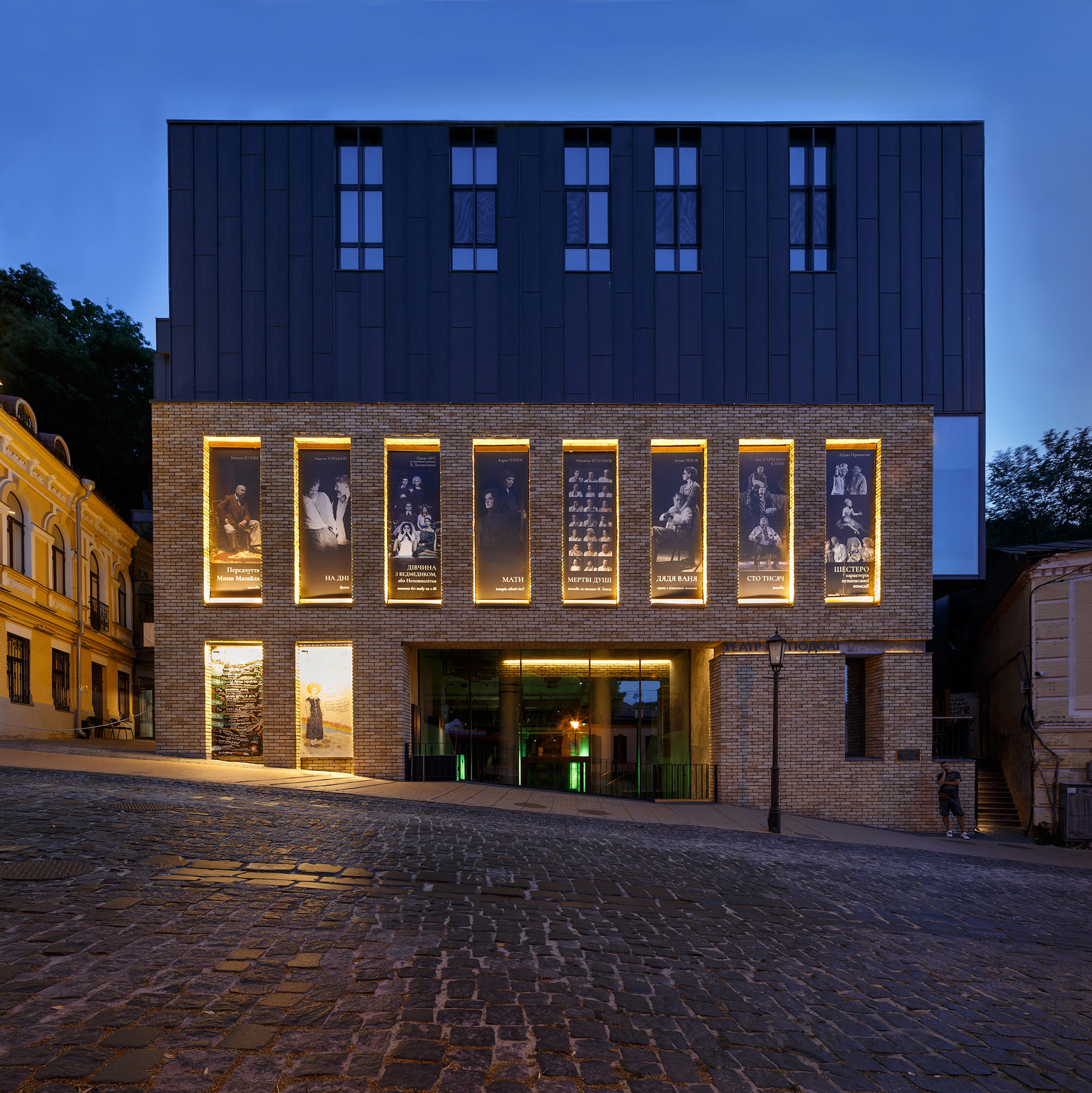
Académie de théâtre du Podil.
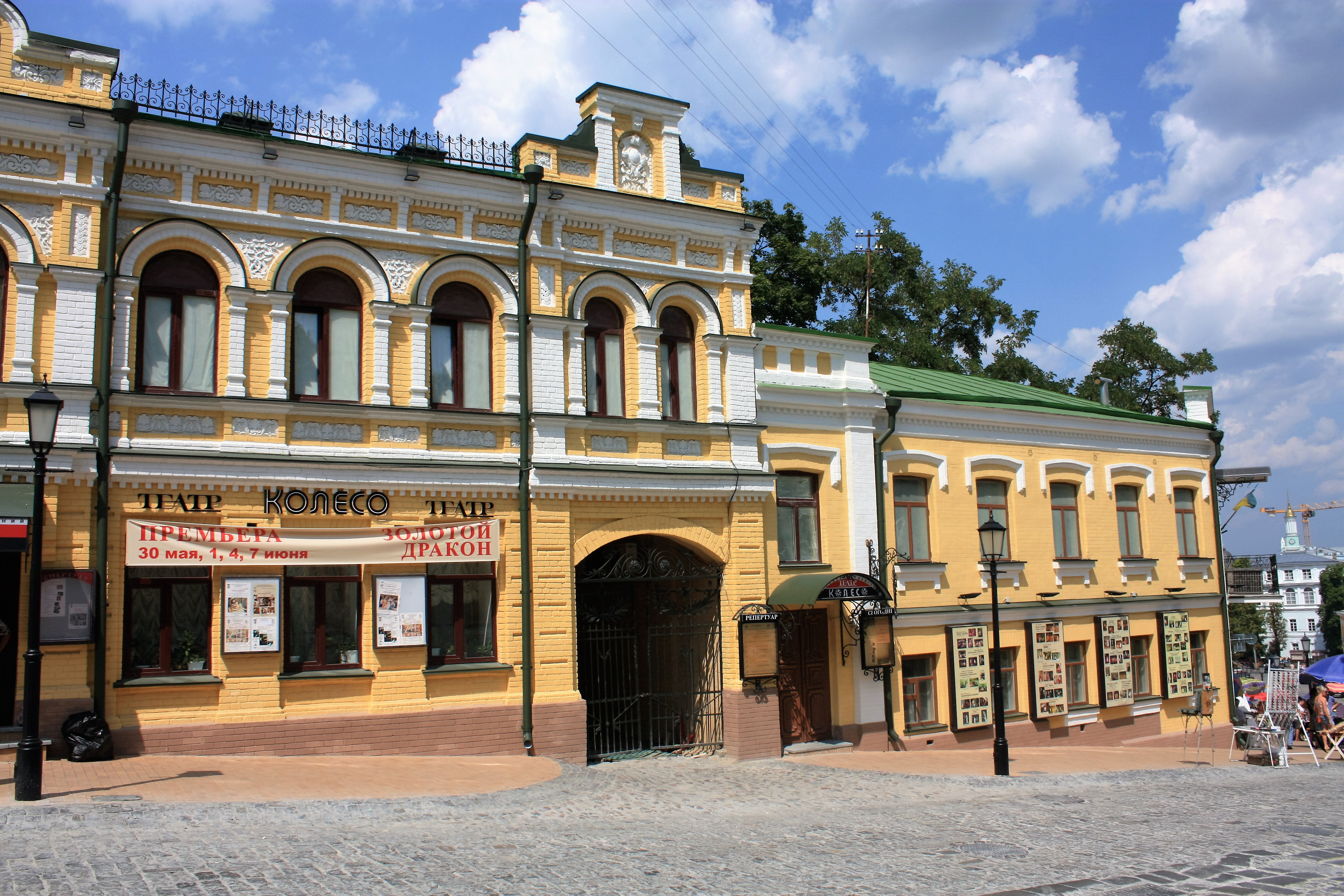
Théâtre Kolesso classé[1],[7].
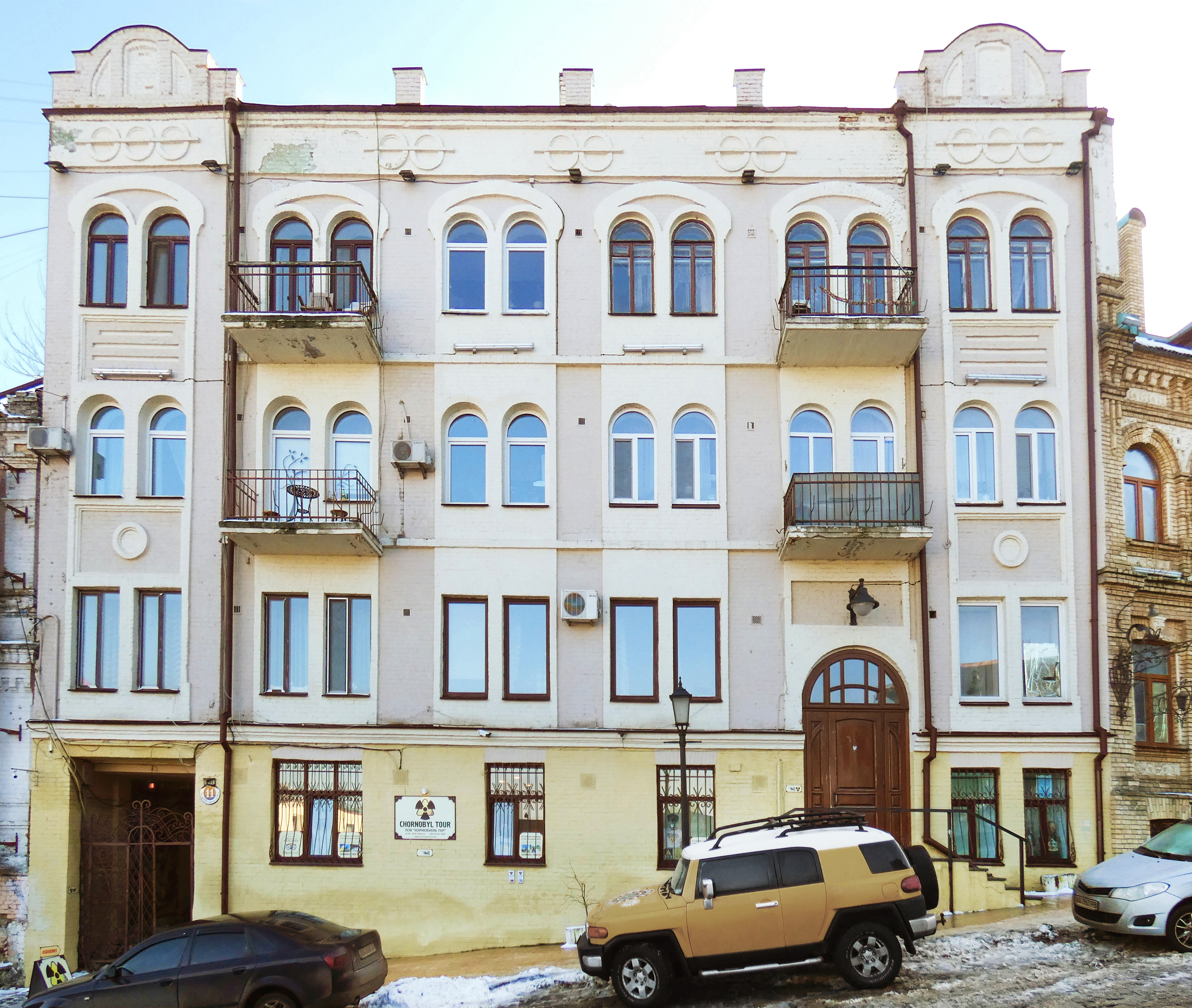
Maison du n°11 classée[1],[8].
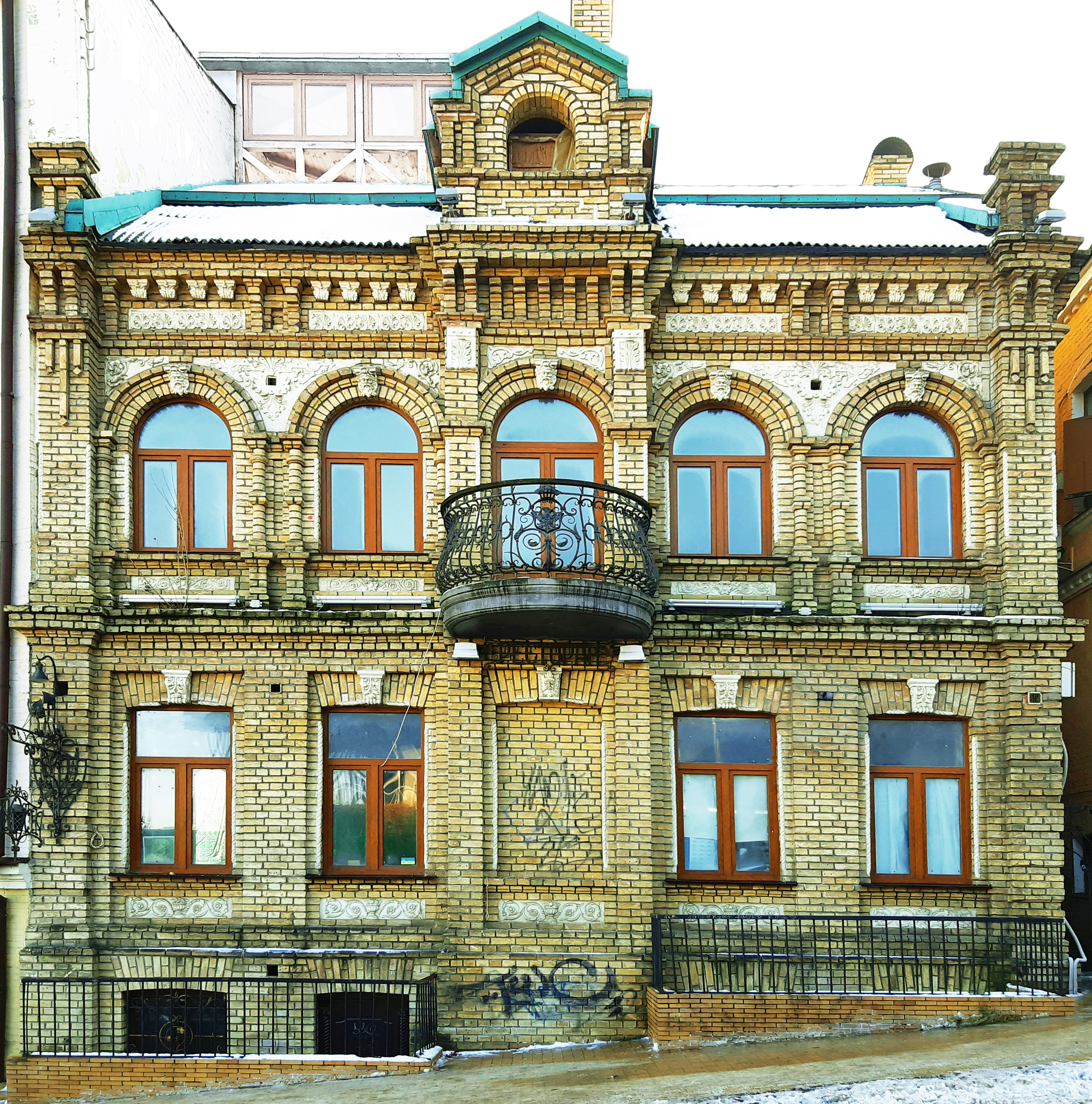
Maison du n°11a classée[1],[9].
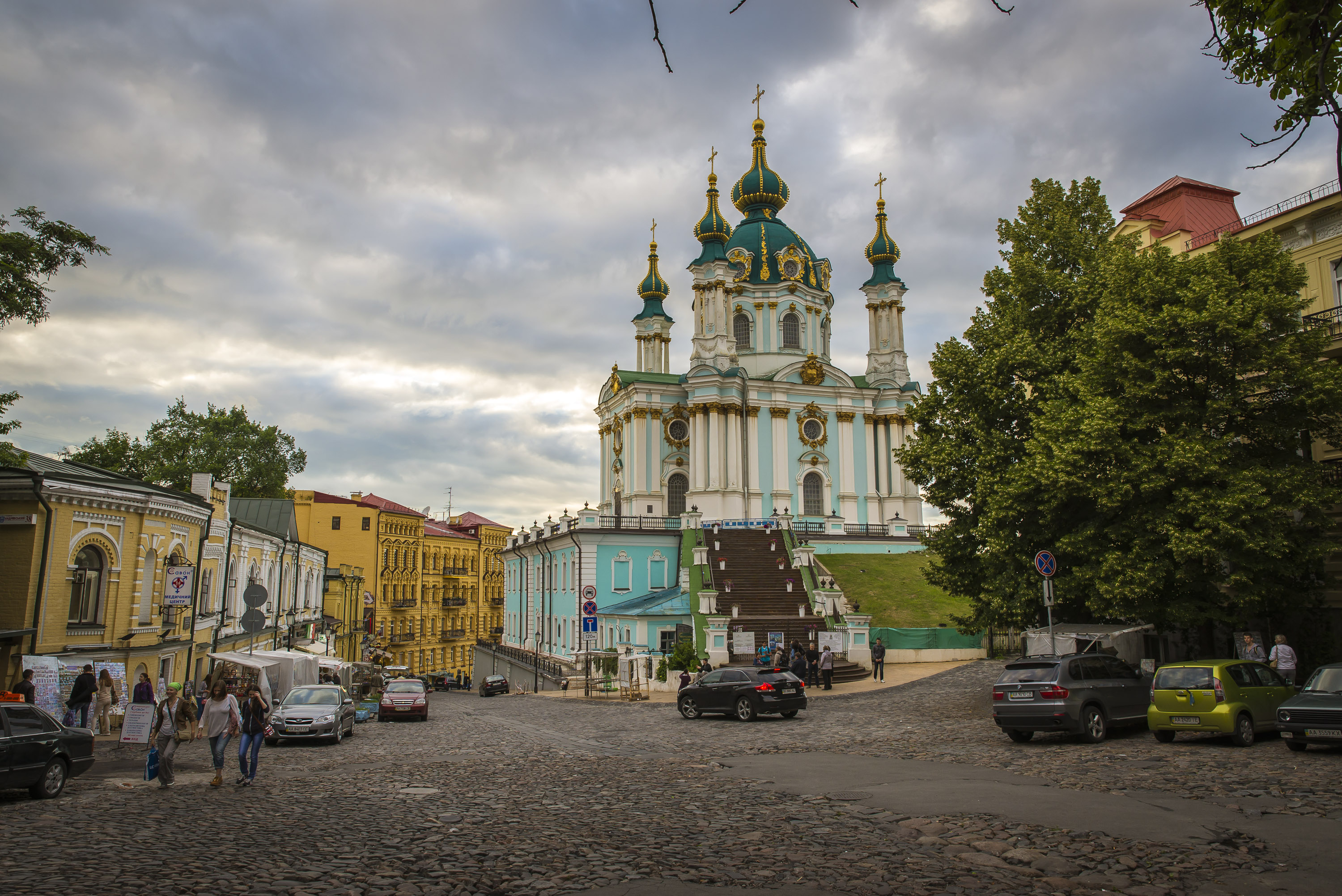
L'église Saint André sur la descente Saint André à Kiev.